# Long Barrows von Gussage Down
Die Long Barrows von Gussage Down (North und South – auch Gussage St Michael 3 + 4 oder Gussage Cow Down North und South genannt) liegen etwa 225 m voneinander entfernt in Gussage St Michael bei Blandford Forum in Dorset in England.

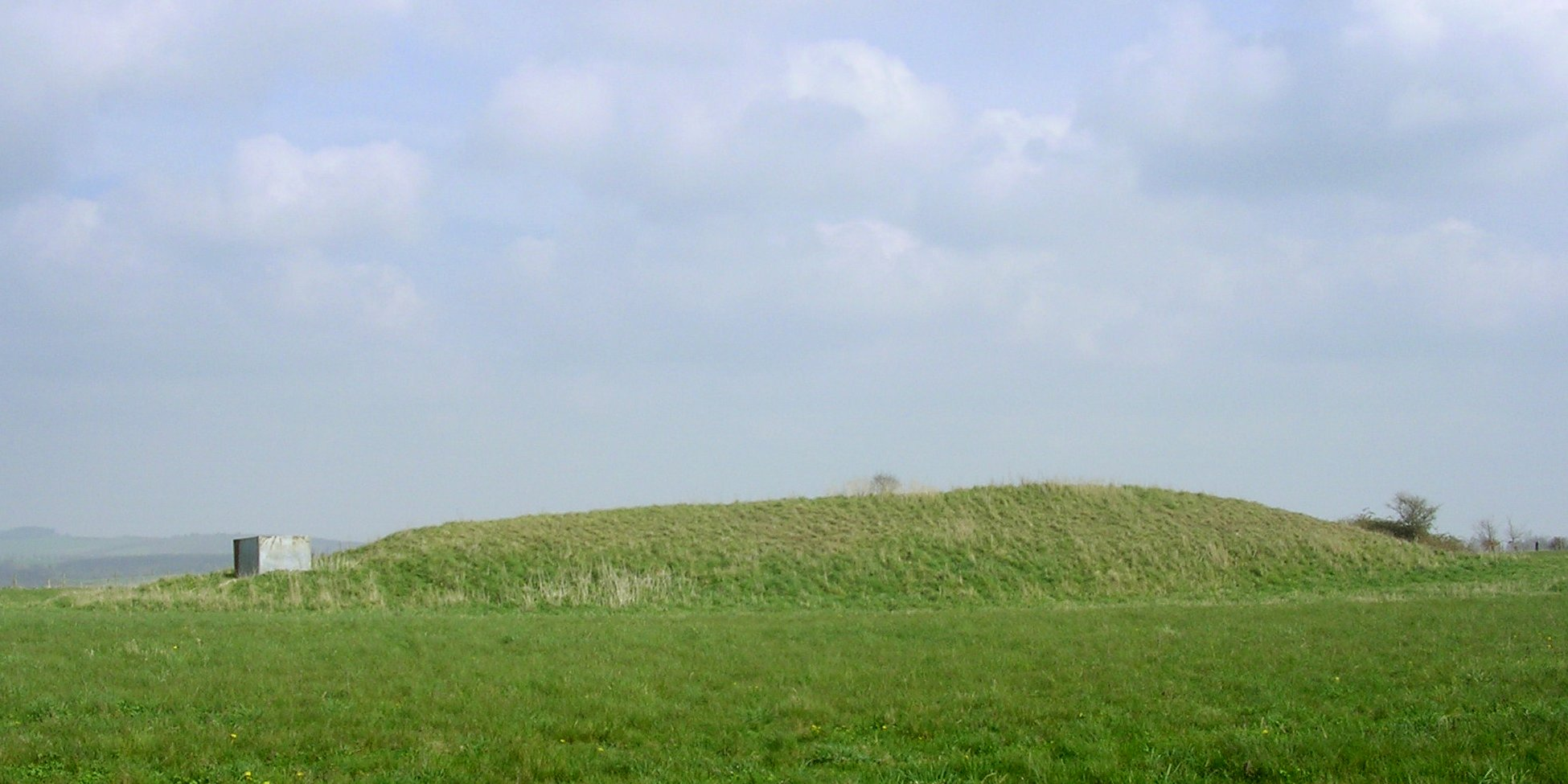
Der Nordhügel

Die neolithischen Long Barrows sind zwei von etwa 300 Long Barrows in Schottland und England mit einer Konzentration im Süden und Osten Englands. Die englischen Hügel bestehen aus Erde, sind also Tumuli (englisch Barrows). Wie bei vielen Langhügeln in der Region ist auch ihre Längsachse Südost-Nordwest orientiert, mit dem breiteren und flacheren Ende im Südosten. Die Hügel stehen in Beziehung zum Dorset Cursus, mit dem sie etwa zeitgleich entstanden. Sie liegen auf dem Kamm des Gussage Down und sind wie die anderen Langdolmen der Jungsteinzeit von weitem sichtbar.

## Nordhügel
Der Hügel ist etwa 50,0 Meter lang und an der breitesten Stelle 25,0 Meter breit. Seinen parallelen Gräben sind versandet, der Hügel selbst ist in gutem Zustand. Lage: 50° 55′ 25,2″ N, 2° 0′ 40,8″ W

## Südhügel
Der Hügel ist etwa 64,0 Meter lang und an der breitesten Stelle 14,0 Meter breit. Den Hügel umgibt ein U-förmiger, inzwischen verfüllter Graben mit dem offenen Ende im Nordwesten in Richtung auf den Nordhügel. Lage: 50° 55′ 18,7″ N, 2° 0′ 35,7″ W
Die Ausgrabungen anderer Hügel erbrachten wenig brauchbare Auskünfte über die Struktur. Im Detail unterscheiden sich die Anlagen. Die hölzerne Kammer hat jedoch immer eine nahezu rechteckige Form, die durch Gruben oder Posten an der Vorder- und Rückwand definiert wird.